# Ækongen
Ækongen es una isla estrecha y alargada en Russebuholmane, Kong Ludvigøyane, parte de Tusenøyane, un archipiélago al sur de Edgeøya.  